# Kimchi jjigae
Kimchi jjigae (kor. 김치찌개) – pikantna jjigae (potrawka) popularna w Korei. Jej głównym składnikiem jest kimchi, oprócz tego dodaje się jeszcze warzywa (takie jak zielona cebula i czosnek), tofu oraz owoce morza, anchois lub mięso (pokrojoną w plastry wołowinę, wędliny albo wieprzowinę, np. żeberka wieprzowe). Dla uzyskania pikantnego smaku dodaje się również pastę sojową oraz pastę z czerwonej papryki. Oprócz kimchi inne składniki występują w dowolnej konfiguracji. Danie jest podawane z miską ryżu oraz surowym jajkiem rozbijanym do zupy.